# Tarzan et la Légion étrangère
Tarzan et la Légion Étrangère (Tarzan and the Foreign Legion) est un roman écrit par Edgar Rice Burroughs, le vingt-deuxième de sa série de livres sur le titre du personnage de Tarzan. 
Le livre, écrit en juin–septembre 1944, alors que Burroughs vivait à Honolulu et publié en 1947, fut la dernière œuvre de Burroughs publiée de son vivant (Llana de Gathol, le dixième livre de la série Barsoom, a été publié en 1948, mais c'était un recueil de quatre histoires initialement publiées dans Histoires extraordinaires en 1941). 
Le roman se situe pendant la Seconde Guerre mondiale. Le terme de "légion étrangère" ne fait pas référence à la Légion Étrangère française, mais est le nom donné dans le livre pour une petite force internationale (à laquelle appartient Tarzan) qui lutte contre les Japonais.
Le livre fut proposé au magazine Argosy, en 1945, pour une publication en série, comme pour tous les autres volumes de Tarzan, mais il fut rejeté par la maison d'édition. Burroughs le publia donc lui-même, presque deux ans plus tard.

## Résumé
Au cours d'une mission dans la Royal Air Force sous son nom civil de John Clayton, Tarzan est abattu au-dessus de l'île de Sumatra (Indes orientales néerlandaises) occupée par les Japonais. Il utilise ses anciennes compétences de survie dans la jungle africaine pour sauver ses compagnons d'armes. Bientôt, tous doivent se battre contre leurs assaillants, tout en cherchant à s'échapper du territoire ennemi.
Tarzan révèle alors comment, quand il était jeune, après avoir sauvé un sorcier, il fut récompensé en se voyant attribuer la jeunesse éternelle.  Mais il répondit à ses camarades qu'il n'était pas immortel. Selon l'étude  de Philip José Farmer sur la vie et la carrière de l'homme-singe, Tarzan alive, l'action aurait pu se passer en janvier 1912.

## Éditions

### Édition originale américaine
- Titre: Tarzan and the Foreign Legion
- Parution en livre: Edgar Rice Burroughs, Inc., 1947

### Édition française
- 1994: Tarzan et la Légion étrangère, Michel Decuyper (publication à titre amateur)

## Adaptations

### Bande dessinée
Le livre fut adapté en bande dessinée par Gold Key Comics dans les numéros 192 et 193 de Tarzan datant de juin et juillet 1970.